# Finanzausgleich (Kanada)
Das kanadische Finanzausgleichssystem (englisch financial equalization, Equalization Program, französisch péréquation financière) ist ein Finanzsystem, das innerstaatliche Transferzahlungen von der Zentralregierung an die Provinzen und Territorien zur Verfügung stellt.
Die kanadische Verfassung sieht durch das Verfassungsgesetz von 1982 einen direkten Finanzausgleich vor, bei dem die Zentralregierung den Provinzen und Territorien Mittel zur Verfügung stellt, um hinreichend vergleichbare öffentliche Leistungen bei hinreichend vergleichbarer Besteuerung zu erreichen. Das in der Verfassung verankerte Finanzausgleichssystem strebt damit eine Angleichung der Lebensstandards an, räumt durch die Verwendung des Begriffs „hinreichend“ (englisch sufficient) jedoch (dauerhaft) bestehende Unterschiede zwischen den Provinzen ein. Obwohl das Ziel des Finanzausgleichs im Rahmen der Verfassung vorgegeben wird, zahlt die Zentralregierung die Mittel ohne Zweckbestimmungen (englisch unrestricted) an die Provinzen aus, denen damit die freie Verwendung der Zahlungen übertragen wird. Das Wachstum dieses Zahlungsstroms wird gesetzlich durch den gleitenden Dreijahresdurchschnitt des kanadischen Wirtschaftswachstums auf Grundlage des Bruttoinlandsprodukts vorgeschrieben. Das „Gesetz über den Finanzausgleich“ (englisch Federal-Provincial Fiscal Arrangements Act) von 1985 befasst sich über die Regelung der Transferzahlungen hinaus auch mit Fragen der Steuerharmonisierung sowie mit der intergouvernementalen Finanz- und Wirtschaftspolitik.
Die bedeutenden Transferzahlungen von der Zentralregierung an die Provinzen finden durch eine signifikante Redistribution von zentralen Steuereinnahmen in die Provinzen statt. Die Ausgleichszahlungen werden so gestaltet, dass die Provinzen eine durchschnittliche Finanzkraft erreichen, wenn sie den durchschnittlichen Steuersatz erheben. Die Steuerautonomie der Provinzen ist nahezu schrankenlos und findet ihre Grenzen lediglich in der finanziellen Belastbarkeit der Bürger. Die Spreizung zwischen den Steuersätzen einzelner Steuerarten in den Provinzen/Territorien ist relativ hoch. Einerseits verfügen die Provinzen über ein beträchtliches Ausmaß an eigener Steuerkraft, das es ihnen erlaubt, finanzpolitisch weitgehend unabhängig von der Zentralregierung zu agieren. Andererseits aber sind die Gemeinden in Höhe von durchschnittlich 40 % ihrer Einnahmen von entsprechenden Transfers des Bundes und – zum größten Teil – von den Provinzen abhängig.

## Arten
Die kanadische Zentralregierung führt einen Finanzausgleich unter den Provinzen und Territorien durch drei verschiedene Ausgleichssysteme durch:
- Kanadischer Gesundheitstransfer (englisch Canada Health Transfer, CHT; französisch Transfert canadien en matière de santé, TCS): Die Ausgleichsströme innerhalb des CHT stellen die größte Ebene des kanadischen Finanzausgleichssystems dar. Die Zahlungen sollen eine langfristige und prognostizierbare Refinanzierungsquelle für das Gesundheitswesen in den Provinzen und Territorien darstellen. Die Zahlungen folgen einer Pro-Kopf-Berechnung, wobei die Zuteilung der Mittel allein an die Einwohnerzahl in der jeweiligen Provinz oder des jeweiligen Territoriums gekoppelt ist. Die kanadische Regierung hatte 2007 damit begonnen, den langfristigen Plan umzusetzen, sämtlichen Einwohnern unabhängig vom Wohnort eine vergleichbare Behandlung zu ermöglichen. Seit dem Haushaltsjahr 2014/15 erfolgt die Zahlung an die Bürger ausschließlich auf Basis von Bargeld. Bis zum Haushaltsjahr 2016/17 wurden die Zahlungen gemäß beschlossener Rechtsakte um 6 % erhöht. In den Folgejahren ergibt sich das Wachstum dieses Ausgleichsystems aus dem gleitenden Dreijahresdurchschnitt des nominalen Wachstums des Bruttoinlandsprodukts der kanadischen Volkswirtschaft, wobei ein garantiertes Wachstum von 3 % pro Jahr zugesichert wurde.[7]
- Kanadischer Sozialtransfer (englisch Canada Social Transfer, CST; französisch Transfert canadien en matière de programmes sociaux, TCPS): Durch das CST verteilt die kanadische Zentralregierung Mittel für die Förderung von postsekundärer Ausbildung, sozialer Unterstützung und Dienstleistungen sowie von frühkindlicher Entwicklung, frühzeitigem Lernen und Kinderbetreuung. Die Höhe der Zahlungen an eine Provinz oder an ein Territorium folgt wie beim CHT allein der Einwohnerzahl der jeweiligen Provinz bzw. des jeweiligen Territoriums. Diese folgt dem Plan, sämtlichen Einwohnern Kanadas die gleiche soziale Unterstützung bieten zu können. Für das Haushaltsjahr 2014/15 und folgende Jahre sehen die entsprechenden Rechtsakte dabei ein jährliches Wachstum dieses Ausgleichsniveaus von 3 % vor.[8]
- Angleichung der Territorien (englisch Equalization and Territorial Formula Financing, TFF): Mit dem Equalization Program (EP) und dem Territorial Formula Financing (TFF) unterteilt sich der dritte Zahlungsstrom innerhalb des Finanzausgleichssystems in Mechanismen für Provinzen (englisch Equalization Program) und Territorien (TFF).

Die Pauschalzuweisungen ohne Verwendungsnachweis (englisch unconditinal grants) machen den Hauptanteil der Transferzahlungen aus, während die zweckbedingten Zuweisungen (englisch conditional grants) lediglich 3,3 % der Provinzeinnahmen erreichen. 

## Funktionsweise
Seit Beginn des Finanzausgleichs 1867 gab es nicht zweckbestimmte (englisch unrestricted) Zuwendungen der Zentralregierung an die Provinzen, die sich aus einem Festbetrag und einem bevölkerungsabhängigen Teil zusammensetzten. Die Modifizierung von 1907 sah vor, dass die Zuwendungen mit zunehmender Bevölkerungszahl relativ abnehmen.
Es gibt in Kanada lediglich ein vertikales Finanzausgleichssystem von der Zentralregierung an die Provinzen/Territorien, nicht aber wie in Deutschland einen horizontalen Länderfinanzausgleich zwischen den Provinzen/Territorien. Die Berechnung der Ausgleichsberechtigung einer Provinz folgt der Analyse der fiskalischen Möglichkeiten (englisch fiscal capacity) der jeweiligen Provinz, die durch die Fähigkeit zur Einnahmeerzielung ermittelt wird. Vor etwaigen Anpassungen berechnet sich die Ausgleichsberechtigung pro Einwohner aus der Differenz der eigenen fiskalischen Kapazität einer Provinz zur durchschnittlichen fiskalischen Kapazität sämtlicher Provinzen. Anpassungen führen schließlich  zu einer erhöhten Komplexität des Finanzausgleichssystems. So erhalten Provinzen den größeren Ausgleichsbetrag, der bei zwei alternativen Berechnungsmethoden entsteht. Ist die Ausgleichsberechtigung bei Ausblendung sämtlicher Einnahmen aus natürlichen Finanzquellen bei der Berechnung höher als bei Nichtberücksichtigung von 50 % der Einnahmen aus natürlichen Finanzquellen, erhält eine Provinz dementsprechend den höheren Betrag, der sich aus beiden Methoden ergibt.
Bezogen wird dieser Ausgleich auf einen durchschnittlichen, für jede einzelne Steuerart getrennt zu ermittelnden Steuerkraftvergleich pro Einwohner in fünf Referenzprovinzen. Danach waren seit 2000/2001 nur zwei Provinzen in der Lage, Einnahmeüberschüsse zu erzielen (die nicht ausgeglichen werden), nämlich Ontario mit 367 CA$ und insbesondere Alberta, das über die meisten Bodenschätze verfügt, mit 2.883 CA$. Alle übrigen Provinzen wiesen Defizite auf, am geringsten in British Columbia (– 206 CA$) bis hin zu Newfoundland (– 2.134 CA$). Diese Einnahmeunterschiede werden so ausgeglichen, dass sämtliche acht bedürftigen Provinzen auf dasselbe Einnahmeniveau von 95 % des nationalen Durchschnitts gebracht werden.
Während bei den Provinzen der Anteil der Einnahmen aus dem Finanzausgleichssystem relativ gering ist, sind die Territorien hiervon abhängig. Mit durchschnittlich 23,9 % (2005) aller Einnahmen sind die Transferzahlungen der Zentralregierung bedeutend. Der kanadische Finanzausgleich tendiert dazu, wirtschaftlich starke Provinzen zu schwächen und schwache zu stützen.

## Wirtschaftliche Aspekte
Bei der Kreditaufnahme unterliegen die Zentralregierung und die Provinzen keinerlei Restriktionen, während sich die Gemeinden nur für eigene Investitionen verschulden dürfen und dafür eine Genehmigung ihrer Provinzregierung benötigen.
Bei Landesanleihen (wie etwa den populären Provinzanleihen) ist zu bedenken, dass ein Emittentenrisiko besteht, weil bei kanadischen Provinzen ein Zahlungsausfall (englisch default) möglich ist wie das Beispiel der Provinz Alberta im Jahre 1935 gezeigt hat. Der Finanzausgleich sorgt also nicht für die finanzielle Stabilität von Provinzen/Territorien. Dieses Ausfallrisiko eines Anlegers kann durch die Ausfallgarantie eines Anleiheversicherers abgesichert werden, der aber seinerseits einem Ausfallrisiko unterliegt.